# Joan Edo Prujà
Edo  Prujà est un nom espagnol. Le premier nom de famille, en général paternel, est Edo ; le second, en général maternel, souvent omis, est Prujà.
Joan Edo Prujà, né le 1er mars 1946 à Barcelone, est un international espagnol de rink hockey des années 1960 et 1970.

## Parcours
Il joue en tant que professionnel au Mercantil d'Igualada, CE Vendrell, RCD Espanyol, entre 1968 et 1971, et enfin au CE Arenys de Munt, où il y joua presque une décennie, jusqu'en 1980,,,,. Avec le RCD Espanyol, il gagne un Championnat de Catalogne en 1969. Il devient par la suite entraîneur du CE Arenys de Munt, jusqu'à 1982.
Il est international avec l'Espagne entre 1967 et 1973, et en gagne un Championnat du Monde en 1970.
Il est frère avec le joueur Manel Edo Prujà.

## Palmarès
RCD Espagnol
- Championnat de Catalogne :
  - 1969

Espagne
- Championnat d'Europe des moins de 20 ans :
  - 1962, 1964
- Championnat du Monde :
  - 1970